# 姫路市立広畑第二小学校
姫路市立広畑第二小学校（ひめじしりつ ひろはただいにしょうがっこう）は、兵庫県姫路市広畑区高浜町三丁目にある公立小学校。校区が隣接する広畑小学校に対し「広二」と略され、名札の校名表記もそうなっている。
新日本製鐵広畑製鐵所の従業員増加に伴い設置され、分離元の広畑小学校よりも児童数が大幅に多くなっている。2018年度の児童数は900名ほどである。道を挟んだ北側に姫路市立広畑中学校がある。

## 沿革
- 1956年（昭和31年）9月1日 - 姫路市立広畑小学校の分校となる。
- 1957年（昭和32年）4月1日 - 姫路市立広畑第二小学校開校。
- 1958年（昭和33年）6月1日 - 校章・校歌制定。

## 通学区域
広畑区小坂、早瀬町1～3丁目、小松町1～4丁目、高浜町1～4丁目、吾妻町1～3丁目、大町1～3丁目、富士町、正門通3～4丁目、京見町、才（JR山陽本線以南かつ市道勝原219号線以西）、則直（JR山陽本線以南）。
- 広畑区のうち、おおむね正門通より西の区域が校区となる。また校区全域が姫路市立広畑中学校の校区の一部となる。

## 周辺
- 日本製鉄瀬戸内製鉄所広畑地区
- 新日鐵広畑球場
- 兵庫県道419号才広畑線（西門通り）
- 汐入川

## アクセス
- 山陽電気鉄道網干線広畑駅から北西へ700m。

## 通学区域が隣接している学校
- 姫路市立津田小学校
- 姫路市立英賀保小学校
- 姫路市立広畑小学校
- 姫路市立八幡小学校
- 姫路市立勝原小学校
- 姫路市立大津小学校
- 姫路市立南大津小学校
- 姫路市立網干小学校 （海を挟んで隣接。）